# Lampides aruanus
Lampides aruanus är en fjärilsart som beskrevs av Johannes Karl Max Röber 1886. Lampides aruanus ingår i släktet Lampides och familjen juvelvingar. Inga underarter finns listade i Catalogue of Life.